# Dozin' at the Knick
Dozin' at the Knick je koncertní album americké rockové skupiny Grateful Dead. Album je složeno z nahrávek z tří koncertů 24., 25. a 26. března 1990. Všechny tři koncerty proběhly v hlavním městě státu New York, ve městě Albany. Album vyšlo 29. října 1996.

## Seznam skladeb
| Disk 1 | Disk 1                      | Disk 1                    | Disk 1 |
| Pořadí | Název                       | Autor                     | Délka  |
| ------ | --------------------------- | ------------------------- | ------ |
| 1.     | Hell in a Bucket            | Barlow, Mydland, Weir     | 6:08   |
| 2.     | Dupree's Diamond Blues      | Hunter, Garcia            | 5:36   |
| 3.     | Just A Little Light         | Barlow, Mydland           | 4:45   |
| 4.     | Walkin' Blues               | Johnson, arr. Weir        | 6:11   |
| 5.     | Jack-A-Roe                  | trad., arr. Grateful Dead | 4:14   |
| 6.     | Never Trust A Woman         | Mydland                   | 7:06   |
| 7.     | When I Paint My Masterpiece | Dylan                     | 5:02   |
| 8.     | Row Jimmy                   | Hunter, Garcia            | 10:26  |
| 9.     | Blow Away                   | Barlow, Mydland           | 11:14  |

| Disk 2 | Disk 2              | Disk 2             | Disk 2 |
| Pořadí | Název               | Autor              | Délka  |
| ------ | ------------------- | ------------------ | ------ |
| 1.     | Playing in the Band | Hunter, Hart, Weir | 10:08  |
| 2.     | Uncle John's Band   | Hunter, Garcia     | 10:01  |
| 3.     | Lady With A Fan     | Hunter, Garcia     | 6:35   |
| 4.     | Terrapin Station    | Hunter, Garcia     | 6:45   |
| 5.     | Mud Love Buddy Jam  | Grateful Dead      | 7:53   |
| 6.     | Drums               | Hart, Kreutzman    | 9:41   |
| 7.     | Space               | Garcia, Lesh, Weir | 9:39   |

| Disk 3 | Disk 3                          | Disk 3                      | Disk 3 |
| Pořadí | Název                           | Autor                       | Délka  |
| ------ | ------------------------------- | --------------------------- | ------ |
| 1.     | Space                           | Garcia, Lesh, Weir          | 1:03   |
| 2.     | The Wheel                       | Hunter, Garcia              | 4:45   |
| 3.     | All Along the Watchtower        | Dylan                       | 7:45   |
| 4.     | Stella Blue                     | Hunter, Garcia              | 8:32   |
| 5.     | Not Fade Away                   | Holly, Petty                | 7:24   |
| 6.     | We Bid You Goodnight            | trad., arr. Grateful Dead   | 2:21   |
| 7.     | Space                           | Garcia, Lesh, Mydland, Weir | 1:31   |
| 8.     | I Will Take You Home            | Mydland                     | 4:17   |
| 9.     | Going Down the Road Feeling Bad | trad., arr. Grateful Dead   | 6:59   |
| 10.    | Black Peter                     | Hunter, Garcia              | 9:08   |
| 11.    | Around and Around               | Berry                       | 5:57   |
| 12.    | Brokedown Palace                | Hunter, Garcia              | 5:20   |

## Sestava
- Jerry Garcia - sólová kytara, zpěv
- Bob Weir - rytmická kytara, zpěv
- Phil Lesh - basová kytara
- Brent Mydland - klávesy, zpěv
- Bill Kreutzmann - bicí
- Mickey Hart - bicí